# Loïc Duval

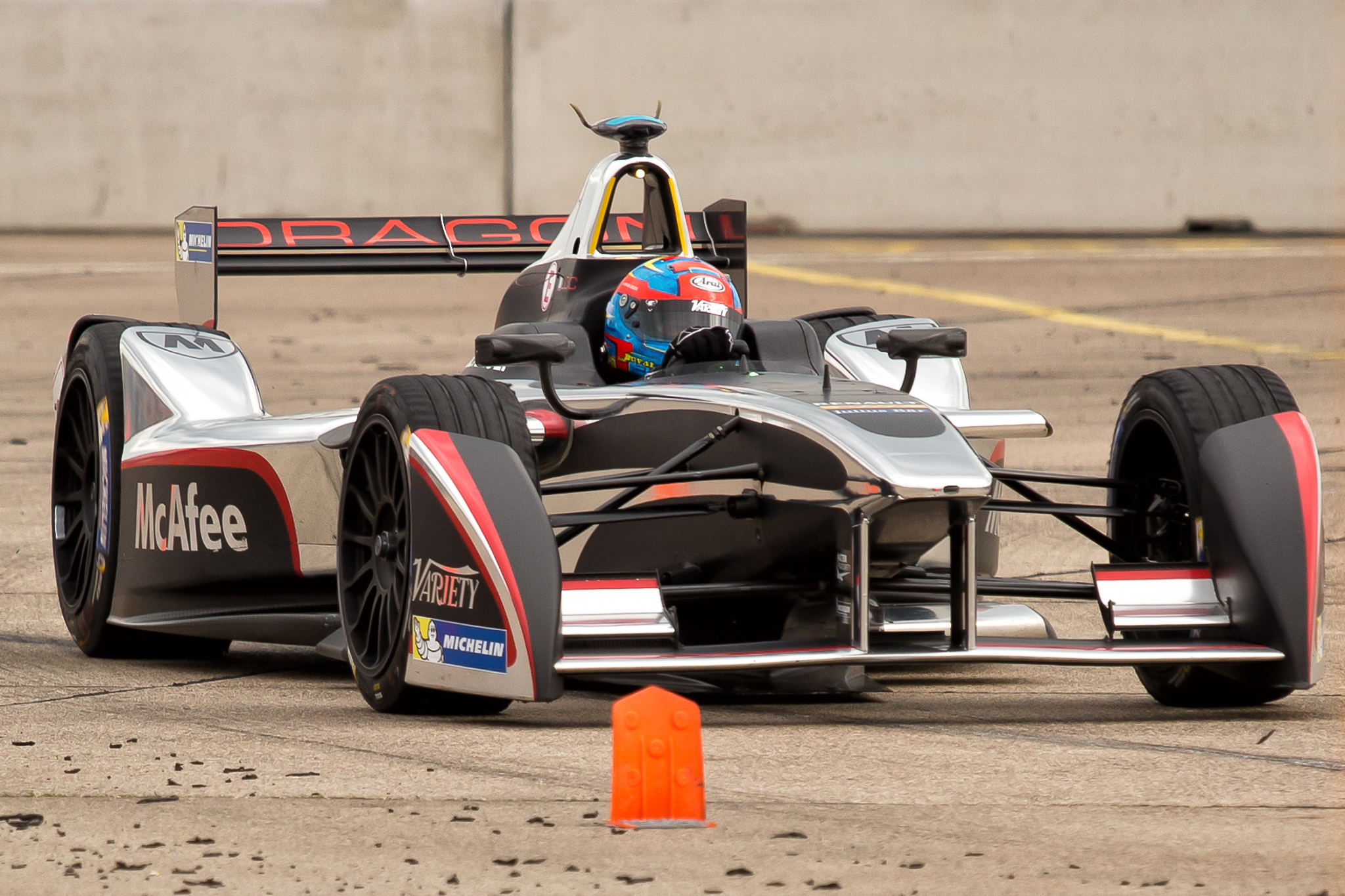
Loïc Duval durante la cerrera de Berlín de la temporada inaugural 2014-2015 del campeonato mundial de Fórmula E.

Loïc Duval (Chartres, Centro-Valle del Loira; 12 de junio de 1982) es un piloto de automovilismo francés. En Japón fue piloto oficial de Honda y Toyota, con quienes obtuvo diez victorias, el campeonato 2009 y el subcampeonato 2008 de la Fórmula Nippon, cinco triunfos, el campeonato 2010 y el subcampeonato 2007 del Super GT Japonés.
Por su parte, logró victorias absolutas en las 24 Horas de Le Mans de 2013, las 12 Horas de Sebring de 2011 y los 1000 km de Spa-Francorchamps de 2012, además de varios podios en carreras de resistencia en sport prototipos como piloto de Oreca y Audi, y el título de pilotos en el Campeonato Mundial de Resistencia en 2013.

## Carrera deportiva

### 2002-2005
Luego de iniciarse en el karting, Duval se formó en la Fórmula Renault Francesa, donde resultó campeón de la FR Campus con nueve victorias en 2002 y la FR 2000 con cuatro victorias en 2003. El piloto ascendió a la Fórmula 3 Británica en 2004, donde finalizó 12.º con dos podios para el equipo Signature. En 2005 cambió a la Fórmula 3 Euroseries, donde obtuvo cinco podios para finalizar séptimo en el campeonato para Signature. A continuación, logró la pole position y la vuelta rápida en el Gran Premio de Macao, donde finalizó sexto.

### 2006-2011
En 2006 se trasladó a Japón, donde inició una etapa como profesional en los dos principales campeonatos nacionales como piloto del equipo Nakajima, del fabricante Honda. En la Fórmula Nippon, finalizó cuarto en 2006 con dos victorias, sexto en 2007 con cuatro podios, subcampeón en 2008 con dos triunfos y seis podios, y campeón en 2009 con cuatro victorias y seis podios, teniendo como principales rivales a André Lotterer, Benoît Tréluyer y Tsugio Matsuda.
En el Campeonato Japonés de Gran Turismos, resultó 19.º con una victoria junto a Hideki Mutoh en 2006, subcampeón con un triunfo y tres podios junto a Fabio Carbone en 2007, 17.º con un podio junto a Katsuyuki Hiranaka en 2008, y 27.º sin podios junto a Yuki Nakayama en 2009, siempre pilotando un Honda NSX de la clase GT500.
En paralelo, Duval representó a Francia en el A1 Grand Prix en 13 fechas de las temporadas 2006/07 a 2008/09. En 26 carreras disputadas, obtuvo dos victorias y 4 podios, contribuyendo a que Francia finalizara cuarta en 2006/07 y 2007/08, y quinta en 2008/09.
Además, debutó en las 24 Horas de Le Mans de 2008 con un Courage-Oreca de la clase LMP1, que finalizó octavo con Soheil Ayari y Laurent Groppi como compañeros de butaca. Ese año participó también en los 1000 km de Nürburgring de la European Le Mans Series, en este caso junto a Ayari y Stéphane Ortelli, donde finalizó sexto. En 2009 disputó los 1000 km de Okayama de la Asian Le Mans Series para Oreca, logrando un segundo y un tercer puesto.
El francés continuó como piloto de Honda en Japón para la temporada 2010, pero en equipos distintos. Logró dos victorias y tres podios en la Fórmula Nippon para Dandelion, finalizando tercero detrás de João Paulo de Oliveira y Lotterer. Simultáneamente, disputó el Super GT con un Honda HSV-010 GT oficial junto a Takashi Kogure, con quien acumuló una victoria y cuatro triunfos para ganar el campeonato. En 2011 no disputó la Fórmula Nippon, y venció dos carreras del Super GT con idéntica formación que en 2010 para finalizar quinto en el campeonato.

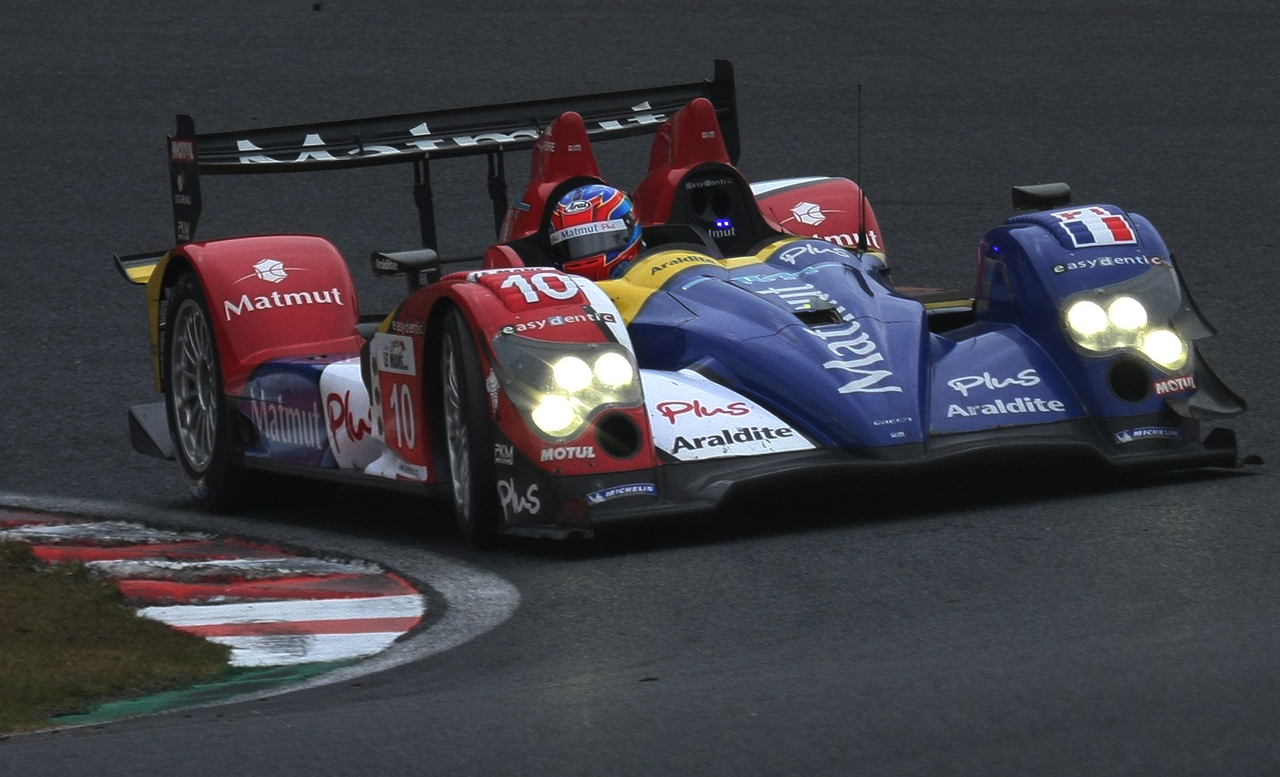
Duval en los 1000 km de Okayama de 2009, puntable para la Asian Le Mans Series.

### 2011-Actualidad
Por otra parte, Duval disputó tres carreras de resistencia en 2010 con un Peugeot 908 HDI FAP semioficial de Oreca: llegó quinto en las 8 Horas de Le Castellet junto a Ayari y Didier André, abandonó en los 1000 km de Spa-Francorchamps acompañado de Olivier Panis y Nicolas Lapierre, y lo mismo ocurrió en las 24 Horas de Le Mans. En 2011 volvió a formar equipo con Panis y Lapierre en un Peugeot 908 HDi FAP de Oreca para tres fechas de la Copa Intercontinental Le Mans: ganó las 12 Horas de Sebring, terminó décimo en los 1000 km de Spa-Francorchamps y quinto en las 24 Horas de Le Mans.
Duval desarrolló una nutrida actividad como piloto en 2012. En Japón, dejó Honda por Toyota, de modo que finalizó sexto en la Fórmula Nippon con tres podios para el equipo Kygnus, y resultó 20.º con un podio en el Super GT al volante de un Lexus SC del equipo Tom's, acompañando de Kazuki Nakajima. Simultáneamente, el piloto compitió en las tres primeras fechas del Campeonato Mundial de Resistencia con un Audi R18 Diesel: finalizó segundo en las 12 Horas de Sebring junto a Romain Dumas y Timo Bernhard, ganó las 6 Horas de Spa-Francorchamps acompañado de Dumas y Marc Gené, y terminó quinto en las 24 Horas de Le Mans, de modo que finalizó 11.º en el campeonato de pilotos y participó en la conquista del título de marcas de la clase LMP1.
En 2013, Duval compitió todas las fechas del Campeonato Mundial de Resistencia en un Audi R18 e-tron quattro junto con Allan McNish y Tom Kristensen. El trío cosechó tres victorias, incluyendo una en las 24 Horas de Le Mans, tres segundos puestos y un tercero, para coronarse como campeones mundiales de pilotos en la clase LMP1; además contribuyeron a que Audi Sport ganara de nuevo el título de marcas. Por otro lado, Loïc compitió en Japón en la categoría de monoplazas renombrada como Super Formula; consiguió una victoria, otros dos podios y un cuarto lugar, pero no disputó toda la temporada de esa competición por lo que terminó tercero en la tabla general.
En 2014, Duval disputó todas las fechas del Campeonato Mundial de Resistencia, excepto en las 24 Horas de Le Mans, en la que se perdió por lesión; obtuvo dos segundos lugares y un tercero, por lo tanto finalizó 14.º en el campeonato de pilotos. Además obtuvo una victoria y tres cuartos puestos en siete apariciones en la Super Fórmula Japonesa. Así, acabó cuarto en el campeonato, por detrás de Nakajima, De Oliveira y Lotterer.
Duval disputó siete carreras de la Fórmula E 2014/15 con el equipo Dragon, logrando dos podios.
En el Campeonato Mundial de Resistencia 2015, el francés obtuvo un tercer puesto y cuatro cuartos junto a Lucas Di Grassi y Oliver Jarvis, por lo que se ubicó décimo en el campeonato de pilotos de LMP1. Luego participó de forma completa en la Fórmula E 2015/16 con Dragon. Obtuvo cuatro cuartos puestos en 10 fechas, para terminar octavo en el campeonato.
En el Campeonato Mundial de Resistencia 2016, el francés junto con sus compañeros triunfaron en Spa-Francorchamps y Baréin, tres segundos puestos y un tercero, sin embargo fueron derrotados por los pilotos de Porsche, Neel Jani / Marc Lieb / Romain Dumas, en la lucha por el título y resultaron subcampeones. Además para la temporada 2017 se confirma que será piloto de Audi en el DTM.

## Resultados

### 24 Horas de Le Mans
| Año     | Equipo                | Copilotos                           | Automóvil               | Clase    | Vueltas | Pos. | Pos. Clase |
| ------- | --------------------- | ----------------------------------- | ----------------------- | -------- | ------- | ---- | ---------- |
| 2008    | Team Oreca-Matmut     | Soheil Ayari Laurent Groppi         | Courage-Oreca LC70-Judd | LMP1     | 357     | 8.º  | 8.º        |
| 2010    | Team Oreca-Matmut     | Olivier Panis Nicolas Lapierre      | Peugeot 908 HDi FAP     | LMP1     | 373     | DNF  | DNF        |
| 2011    | Team Oreca-Matmut     | Nicolas Lapierre Olivier Panis      | Peugeot 908 HDi FAP     | LMP1     | 339     | 5.º  | 5.º        |
| 2012    | Audi Sport Team Joest | Marc Gené Romain Dumas              | Audi R18 ultra          | LMP1     | 366     | 5.º  | 5.º        |
| 2013    | Audi Sport Team Joest | Allan McNish Tom Kristensen         | Audi R18 e-tron quattro | LMP1     | 348     | 1.º  | 1.º        |
| 2015    | Audi Sport Team Joest | Lucas di Grassi Oliver Jarvis       | Audi R18 e-tron quattro | LMP1     | 392     | 4.º  | 4.º        |
| 2016    | Audi Sport Team Joest | Lucas di Grassi Oliver Jarvis       | Audi R18                | LMP1     | 372     | 3.º  | 3.º        |
| 2018    | TDS Racing            | François Perrodo Matthieu Vaxivière | Oreca 07-Gibson         | LMP2     | 366     | DSQ  | DSQ        |
| 2019    | TDS Racing            | François Perrodo Matthieu Vaxivière | Oreca 07-Gibson         | LMP2     | 366     | 8.º  | 3.º        |
| 2021    | Realtime Racing       | Esteban Garcia Norman Nato          | Oreca 07-Gibson         | LMP2     | 356     | 17.º | 12.º       |
| 2023    | Peugeot TotalEnergies | Gustavo Menezes Nico Müller         | Peugeot 9X8             | Hypercar | 312     | 27.º | 12.º       |
| 2024    | Peugeot TotalEnergies | Paul di Resta Stoffel Vandoorne     | Peugeot 9X8             | Hypercar | 309     | 11.º | 11.º       |
| 2025    | Peugeot TotalEnergies | Malthe Jakobsen Stoffel Vandoorne   | Peugeot 9X8             | Hypercar | 384     | 11.º | 11.º       |
| Fuente: |                       |                                     |                         |          |         |      |            |

### Campeonato Mundial de Resistencia de la FIA
(Clave) (negrita indica pole position) (cursiva indica vuelta rápida)

| Año     | Escudería             | Clase    | Automóvil               | 1   | 2   | 3   | 4   | 5   | 6   | 7   | 8   | 9   | Pos. | Puntos | Ref.  |
| ------- | --------------------- | -------- | ----------------------- | --- | --- | --- | --- | --- | --- | --- | --- | --- | ---- | ------ | ----- |
| 2012    | Audi Sport Team Joest | LMP1     | Audi R18 ultra          | SEB | SPA | LMS | SIL | SÃO | BHR | FUJ | SHA |     | 6.º  | 67     | [ 2 ] |
| 2012    | Audi Sport Team Joest | LMP1     | Audi R18 ultra          | 2   | 1   | 4   |     |     |     |     |     |     | 6.º  | 67     | [ 2 ] |
| 2013    | Audi Sport Team Joest | LMP1     | Audi R18 e-tron quattro | SIL | SPA | LMS | SÃO | COA | FUJ | SHA | BHR |     | 1.º  | 162    | [ 3 ] |
| 2013    | Audi Sport Team Joest | LMP1     | Audi R18 e-tron quattro | 1   | 2   | 1   | 2   | 1   | 2   | 3   | Ret |     | 1.º  | 162    | [ 3 ] |
| 2014    | Audi Sport Team Joest | LMP1     | Audi R18 e-tron quattro | SIL | SPA | LMS | COA | FUJ | SHA | BHR | SÃO |     | 7.º  | 81     | [ 4 ] |
| 2014    | Audi Sport Team Joest | LMP1     | Audi R18 e-tron quattro | Ret | 2   | WD  | 2   | 5   | 5   | 5   | 3   |     | 7.º  | 81     | [ 4 ] |
| 2015    | Audi Sport Team Joest | LMP1     | Audi R18 e-tron quattro | SIL | SPA | LMS | NÜR | COA | FUJ | SHA | BHR |     | 4.º  | 99     | [ 5 ] |
| 2015    | Audi Sport Team Joest | LMP1     | Audi R18 e-tron quattro | 5   | 7   | 4   | 4   | 3   | 4   | 4   | 6   |     | 4.º  | 99     | [ 5 ] |
| 2016    | Audi Sport Team Joest | LMP1     | Audi R18                | SIL | SPA | LMS | NÜR | MEX | COA | FUJ | SHA | BHR | 2.º  | 147.5  | [ 6 ] |
| 2016    | Audi Sport Team Joest | LMP1     | Audi R18                | Ret | 1   | 3   | 2   | 15  | 2   | 2   | 5   | 1   | 2.º  | 147.5  | [ 6 ] |
| 2017    | G-Drive Racing        | LMP2     | Oreca 07-Gibson         | SIL | SPA | LMS | NÜR | MEX | COA | FUJ | SHA | BHR | 28.º | 6      | [ 7 ] |
| 2017    | G-Drive Racing        | LMP2     | Oreca 07-Gibson         |     |     |     |     | 7   |     |     |     |     | 28.º | 6      | [ 7 ] |
| 2018-19 | TDS Racing            | LMP2     | Oreca 07-Gibson         | SPA | LMS | SIL | FUJ | SHA | SEB | SPA | LMS |     | 10.º | 42     | [ 8 ] |
| 2018-19 | TDS Racing            | LMP2     | Oreca 07-Gibson         | 4   | DSQ | 7   |     | Ret | NC  |     | 3   |     | 10.º | 42     | [ 8 ] |
| 2022    | Peugeot TotalEnergies | Hypercar | Peugeot 9X8             | SEB | SPA | LMS | MNZ | FUJ | BHR |     |     |     | -.º  | -      |       |
| 2022    | Peugeot TotalEnergies | Hypercar | Peugeot 9X8             |     |     |     |     |     |     |     |     |     | -.º  | -      |       |